# Sugilit
Sugilit je relativno redak roze do ljubičast ciklosilikatni mineral sa kompleksnom hemijskom formulom KNa2(Fe, Mn, Al)2Li3Si12O30. Sugilit kristališe u heksagonalnom sistemu sa prizmatičnim kristalima. Kristali se retko nalaze, a oblik je obično masivan. Ima Mosovu tvrdoću od 5,5–6,5 i specifičnu težinu od 2,75–2,80. Uglavnom je providan. Sugilit je prvi opisao 1944. godine japanski petrolog Ken-iči Sugi (1901–1948) za pojavu na ostrvu Ivagi u Japanu, gde se nalazi u intruzivnim naslagama egirina sijenita. Nalazi se u sličnom okruženju u Mont Sejnt-Hileru, Kvebek, Kanada. U rudniku Vesel u provinciji Severni Kejp u Južnoj Africi, sugilit se kopa iz ležišta mangana vezanog za slojeve. Takođe se javlja u nalazištima Ligurije i Toskane, Italija; Novi Južni Vels, Australija i Madja Pradeš, Indija.
Kolekcionari dragulja i minerala ovaj mineral nazivaju lavulit, luvulit i kraljevski azel.
U Japanu se sugilit nalazi u uzorcima od žućkasto-bele boje do bezbojnih, i nije dobar za nakit.

## Spoljašnje veze
- Mediji vezani za članak Sugilit na Vikimedijinoj ostavi